# Milionia aglaia
Milionia aglaia là một loài bướm đêm trong họ Geometridae.